# フレアバーテンダーUPT
UPT（アップティ）は日本のフレアバーテンダーチーム。
- フレアバーテンディング (Flair Bartending) とは、バーテンダーがボトルやシェーカー、グラスなどを用いた曲芸的なパフォーマンスによって、カクテルを作り提供するスタイルである。フレアバーテンディング の技術を有するバーテンダーを、フレアバーテンダー (Flair Bartender) と呼ぶ。英語のスラングである「フレア」(flair) は、主に「自己表現」と訳される。
- UPT（アップティ）は国内・国外のイベントに毎年多数出演。中でも津軽三味線とのコラボや、WRECKING CREW ORCHESTRA のLEDシステムに携わったAKIBA氏とのコラボで世界初のLEDボトルを使ったショーを発表

## メンバー
- zen(羽田善行）
- masaya（矢吹昌也）
- mitsu（金城光浩）

## 略歴・大会成績
- 2002年2月22日、当時のリーダーshin（吉原晋一）とmasaya、mitsuの3人で『UPT-RIP'S』を結成
- 2003年 　　TGI Fridays ティージーアイ・フライデーズBartender Championshipu in World でmitsuが優勝（日本人初）
- 2005年 5月 既存のメンバーにzen,u-ki（相場雄希）,moro（茂呂俊文）が加わり新生『UPT-RIP'S』を結成
- 2006年 3月 ラスベガスのステージでUPT-RIP'Sがフルメンバーでショーを行う、チームでのフレアショーは世界初となる。
- 2006年 9月 韓国で行われた国際大会「Gold Shake Cup」 でzen&masayaコンビが優勝（日本人初）
- 2008年　　shin,u-ki,moroが脱退、 新たにshinobu,enpが加わる。
- 2008年 11月 モナコで行われた世界大会「Skyy Flair Global challenge」でmistuが優勝（アジア人初）
- 2009年 2月 株式会社バレルを設立、zenが代表を務める
- 2009年 3月 ラスベガスで開催されたLegend of Bartending でzen&masayaコンビが優勝（アジア人初）
- 2010年 1月 セルフプロデュースするレストランバー『Garden』を目黒にオープン
- 2013年     2013年度 年間 ANFA BEST OF FLAIR BARTENDER 受賞（年間最優秀賞）
- 2013年 7月 ギリシャで行われた ZANTE FLAIR OPEN 世界大会優勝
- 2014年 7月 ギリシャで行われた ZANTE FLAIR OPEN 世界大会優勝　大会2連覇
- 2015年 7月 ギリシャで行われた ZANTE FLAIR OPEN 世界大会優勝　大会3連覇
- 2015年 7月 タイで行われた PATAYA FLAIRBARTENSER CHANPIONSHIP 世界大会優勝
- 2015年 10月 インドネシアで行われた BAR PRO FLAIR FINAL アジア最大級の大会優勝

## メディア出演
- 笑っていいとも!
- 世界まる見え!テレビ特捜部
- 王様のブランチ
- ザ・ベストハウス123
- アメトーーク!
- モヤモヤさまぁ〜ず
- スッキリ
- NHKワールド NEWS
- はなまるマーケット
- スーパーJチャンネル
- 東京新聞
- CanCam
- 週刊誌FRIDAY
- HEY!HEY!HEY! MUSIC CHAMP
- D-BOYS BE AMBITIOUS
- 学べるカレンダー
- 徹子の部屋スペシャル
- クイズヘキサゴン
- アド街ック天国
- ハピネス イズ
- 妻にはショナイで

など